# روبيرتو سولدادو
روبيرتو سولدادو (بالإسبانية: Roberto Soldado) لاعب كرة قدم إسباني يلعب مع نادي ليفانتي.

## نبذة عن اللاعب
روبيرتو سولدادو ريلو ولد عام 1985 في مدينة فالنسيا في إسبانيا، لعب لـ نادي توتنهام الإنجليزي ومركزه مهاجم.

## مع ريال مدريد
لعب الإسباني سولدادو لنادي ريال مدريد بسن 13 عاماً في فريق ريال مدريد كاستيا، وسجل مع فريق 42 هدفاً في 56 مباراة، أثير إعجاب الفريق الأول ريال مدريد فـ انضم إليه عام 2005 - 2006، وكان في أول مواسمه احتياطياً، لعب مع نادي ريال مدريد 11 مباراة وسجل 3 أهداف وكان من هدفين من ثلاثة حاسمين كـ هدف التعادل امام أوساسونا وكذلك أمام أولمبياكوس أما الهدف الأخير فكان ضد أتلتيك بلباو، وبعد أن اعير إلى أوساسونا عاد إلى ريال مدريد في 11 يوليو 2007 وجدد عقده حتى 2012.

## مع أوساسونا
في يوليو/تموز 2006، أصبح سولدادو أول لاعب يُغادر الفريق بعد أن أتى المدرب فابيو كابيللو إلى الفريق، وغادر سولدادو إلى أوساسونا على سبيل الإعارة، سجل مع أوساسونا 11 هدفًا من من 30 مباراة لعبها، واستطاع أن يرفع أوساسونا إلى المركز الرابع وبذلك تأهل إلى دوري أبطال أوروبا.

## مع فالنسيا
في يوليو/تموز 2010، انتقل سولدادو من صفوف ريال مدريد إلى صفوف نادي فالنسيا ليرتدي الرقم 9 من جديد ويشغل مركز المهاجم الرئيسي في الفريق لم يكن الموسم الأول له 2010 -2011م ناجحًا، لكن الموسم الثاني 2011 - 2012 كان موسم ناجح للاعب حيثُ سجل 30 هدفا في النصف الأول من الموسم في جميع البطولات مما فتح المجال أمامه للمشاركة مع المنتخب الإسباني بعد أن تم استدعائه للمنتخب.

## روابط خارجية
- روبيرتو سولدادو على موقع الاتحاد الدولي (مؤرشف)  (الإنجليزية)
- روبيرتو سولدادو على موقع الاتحاد الأوربي (الإنجليزية)
- روبيرتو سولدادو على موقع قاعدة بيانات كرة القدم.إي يو (الإنجليزية)
- روبيرتو سولدادو على موقع ناشيونال فوتبول تيمز (الإنجليزية)
- روبيرتو سولدادو على موقع Soccerbase.com (لاعب) (الإنجليزية)
- روبيرتو سولدادو على موقع Soccerway.com (الإنجليزية)
- روبيرتو سولدادو على موقع عالم كرة القدم.نت (الإنجليزية)
- روبيرتو سولدادو على موقع AS.com (الإسبانية)